# Wolny Port Ryga
Wolny Port Ryga (ang. Freeport of Riga, łot. Rīgas brīvosta) – całoroczny port morski na rzece Dźwinie, znajdujący się w stolicy Łotwy, Rydze. 
Port znajduje się na obu brzegach rzeki i rozciąga się na około 15 km długości. Całkowita powierzchnia wynosi 6 348 ha, z czego ląd obejmuje 1 962 ha. Nabrzeża portowe mają łączną długość 18,2 km i mogą przy nich cumować jednostki o zanurzeniu do 14,5 m. Oprócz tego port posiada magazyny o powierzchni 370 979 m², chłodnię o ładowności 25 500 t i zbiorniki na towary płynne o objętości 665 063 m³.
W porcie przeładowuje się głównie węgiel, paliwa płynne, drewno oraz kontenery. W 2014 roku przeładowano w nim 41,4 milionów ton ładunków, najwięcej spośród portów w krajach bałtyckich. W tym samym roku przez port przewinęło się 3797 statków. W 2024 przeładunek w porcie wyniósł 18,1 mln ton.
Port w Rydze obsługuje również regularne połączenia promowe ze Sztokholmem i Travemünde/Lubeką, realizowane przez Tallink.

## Źródła
- Oficjalna strona portu